# You're in the Movies
You're in the Movies est un jeu vidéo de type party game développé par Zoë Mode et édité par Codemasters, sorti en 2008 sur Xbox 360.
Le jeu utilise la caméra USB de la console.

## Accueil
- Jeuxvideo.com : 9/20[1]